# Barbakan w Warszawie
Barbakan w Warszawie – barbakan wzniesiony około 1548 jako element warszawskich murów obronnych – przedbramie Bramy Nowomiejskiej Starego Miasta.

## Historia
Celem budowy barbakanu było zwiększenie bezpieczeństwa wjazdu do Starej Warszawy przez Bramę Nowomiejską i zapewnienie bocznej obrony sąsiednich murów. Jest on jedną z kilku tego rodzaju budowli w Europie.
Ceglana budowla ma formę wysuniętej przed fosę półokrągło zakończonej dwukondygnacyjnej bastei przejazdowej. W dolnej kondygnacji umieszczono strzelnice artyleryjskie, a w górnej zamknięty, kryty ganek z okrągłymi okienkami strzelniczymi na obie strony. Barbakan został połączony z murem zewnętrznym murów obronnych niewyodrębnioną szyją tej samej wysokości. Wewnątrz szyi i przed barbakanem znajdowały się prawdopodobnie mosty zwodzone.
Projektantem budowli był architekt Jan Baptysta z Wenecji. Na przełomie XVI i XVII wieku została ona zwieńczona renesansową attyką. W pierwszej połowie XVII wieku przed  barbakanem wzniesiono tzw. trzecią Bramę Nowomiejską w formie arkady zamykającej ulicę Nowomiejską.
Już w chwili jego wybudowania barbakan był anachroniczny i nie spełniał poważniejszych funkcji obronnych, głównie wskutek rozwoju artylerii. Tylko raz w swej historii uczestniczył w obronie Warszawy – podczas potopu szwedzkiego, kiedy to wojska króla Jana Kazimierza odbijały go 30 czerwca 1656 z rąk szwedzkich.
W XVIII w. barbakan częściowo rozebrano, a w XIX w. jego pozostałości włączono w obręb nowo wybudowanych w jego miejscu kamienic. Zachowały się dolne części zespołu bramnego oraz ściana barbakanu w pełnej wysokości wykorzystana jako ściana kamienicy pod adresem Nowomiejska 24. W latach 1937–1938 zrekonstruowano pod kierownictwem Jana Zachwatowicza fragment murów oraz zachodnią część mostu barbakanu, co umożliwiła rozbiórka znajdujących się tam budynków. Do jej zburzenia w 1944 w miejscu wschodniej części barbakanu znajdowała się kamienica Piwnica Gdańska (pierwotnie pod adresem ul. Nowomiejska 18/20, a po połączeniu z sąsiednią kamienicą ul. Nowomiejska 18/22).
Podczas oblężenia Warszawy w 1939 oraz powstania warszawskiego zabudowa Starówki uległa zniszczeniu. Po wojnie Biuro Odbudowy Stolicy postanowiło nie odbudowywać kamienic okalających dawne mury miejskie. W zamian postanowiono odsłonić ich pozostałości i odbudować barbakan. Rekonstrukcji dokonano w latach 1952–1954 pod kierownictwem Wacława Podlewskiego na podstawie XVII-wiecznych rycin z zastosowaniem cegieł z gotyckich kamienic rozebranych w Nysie i Wrocławiu. Nie odtworzono części szyi od strony miasta i nieprawidłowo odtworzono zewnętrzną formę portalu wjazdowego.
W trzechsetną rocznicę wyzwolenia miasta (1956) na wewnętrznym murze budowli odsłonięto tablicę z piaskowca upamiętniającą żołnierzy i mieszkańców walczących w czasie potopu szwedzkiego.
W barbakanie znajduje się wystawa Muzeum Warszawy (czynna w sezonie letnim) poświęcona murom obronnym Starej Warszawy. Historię barbakanu można poznać podążając muzealną trasą spaceru online Tajemnice Barbakanu i warszawskich murów miejskich.

## Galeria

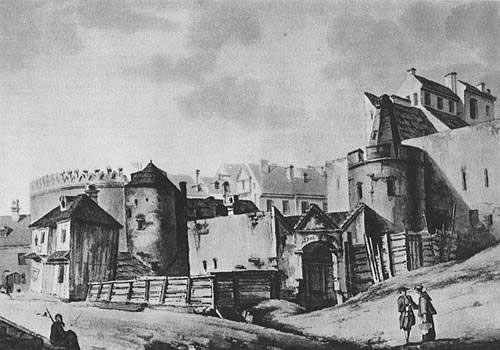
Barbakan na akwareli Zygmunta Vogla, ok. 1800
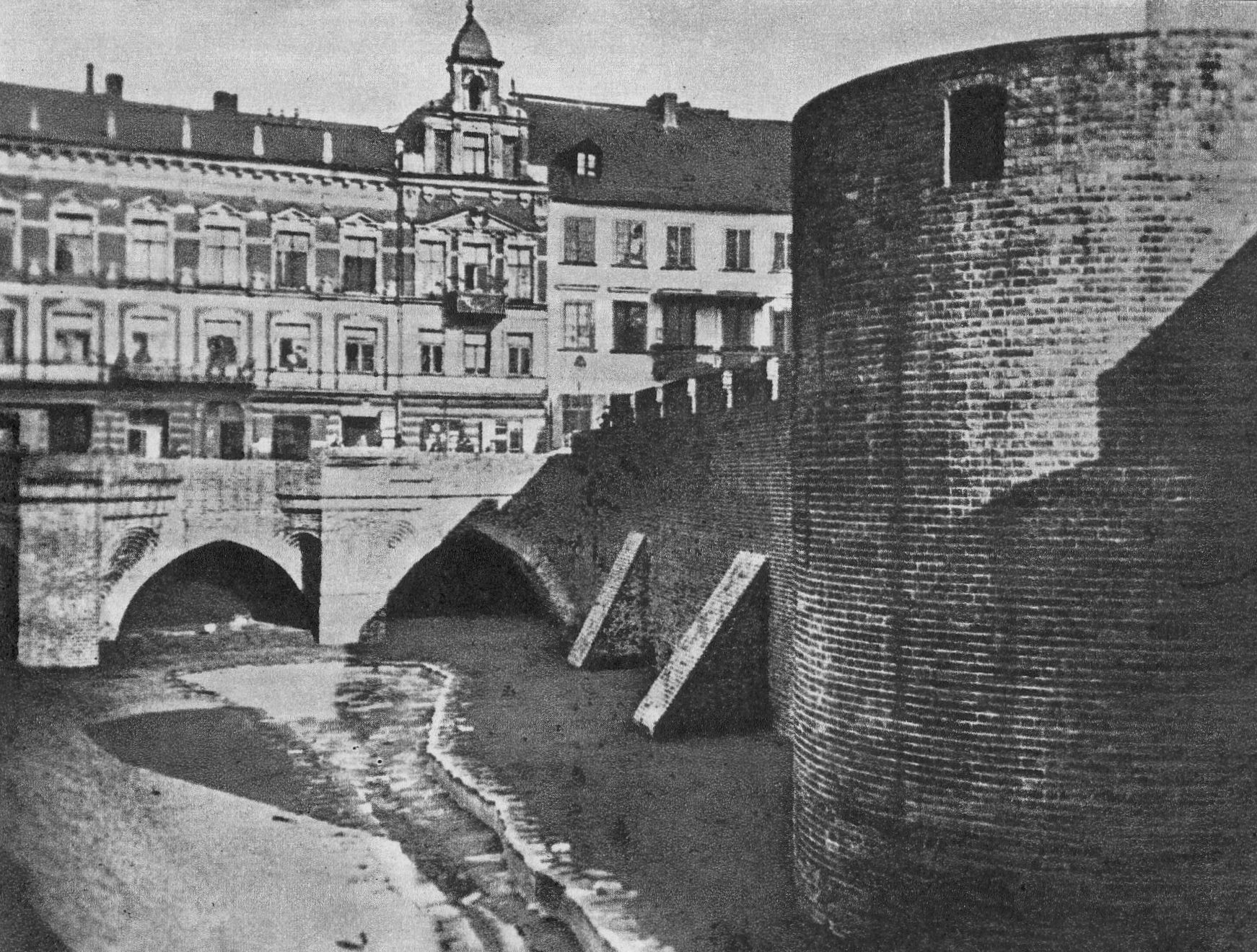
Kamienica Piwnica Gdańska (po lewej) znajdująca się do 1944 w miejscu Barbakanu, po prawej odsłonięte pod koniec lat 30. mury obronne
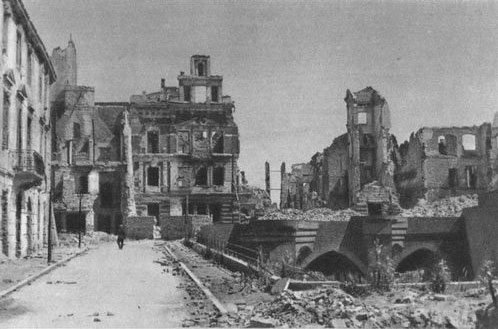
Ruiny Piwnicy Gdańskiej z widoczną dolną partią Barbakanu, ok. 1945
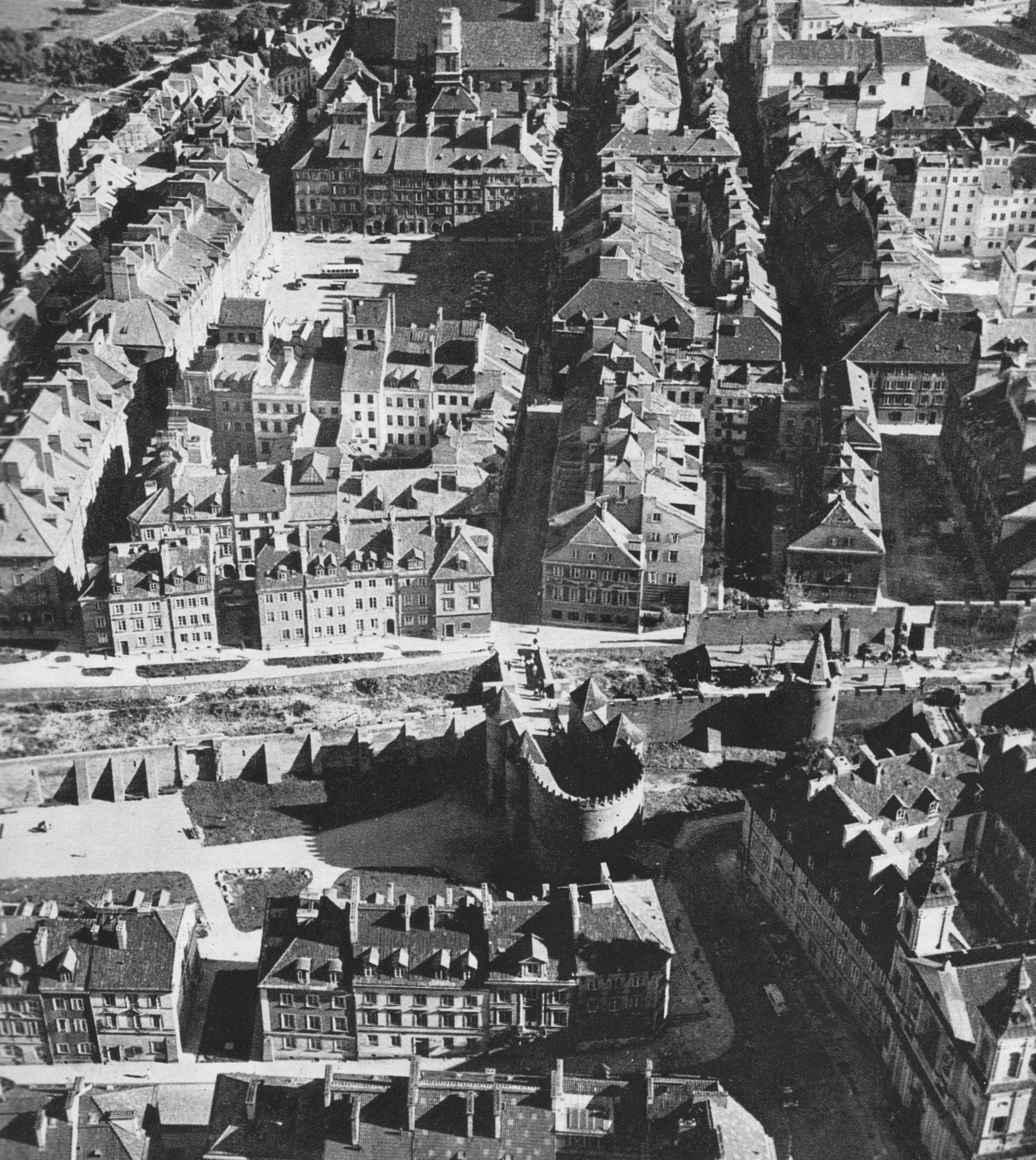
Barbakan i jego otoczenie widziane z lotu ptaka, lata 60.
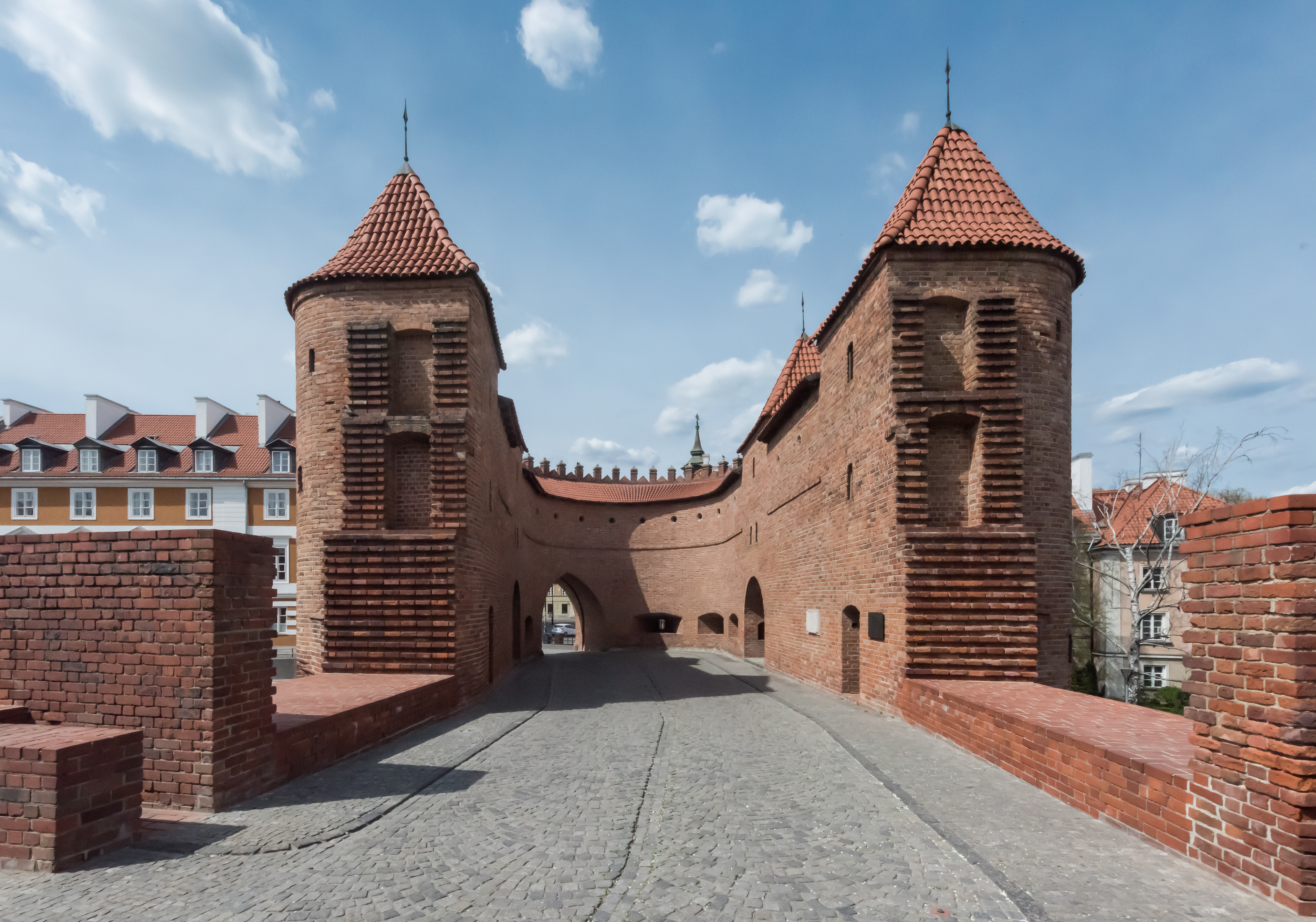
Barbakan od strony ul. Nowomiejskiej
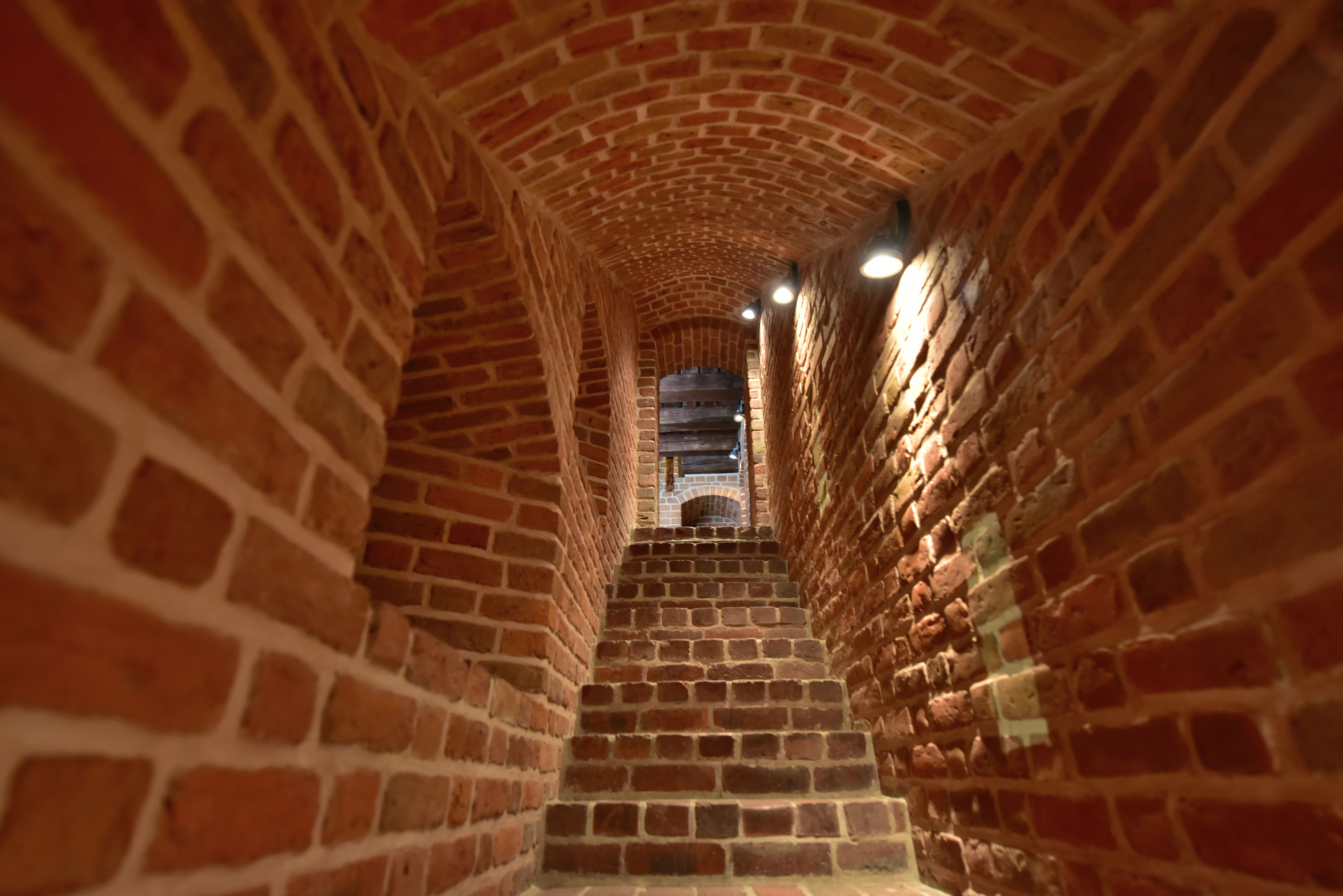
Schody prowadzące na piętro
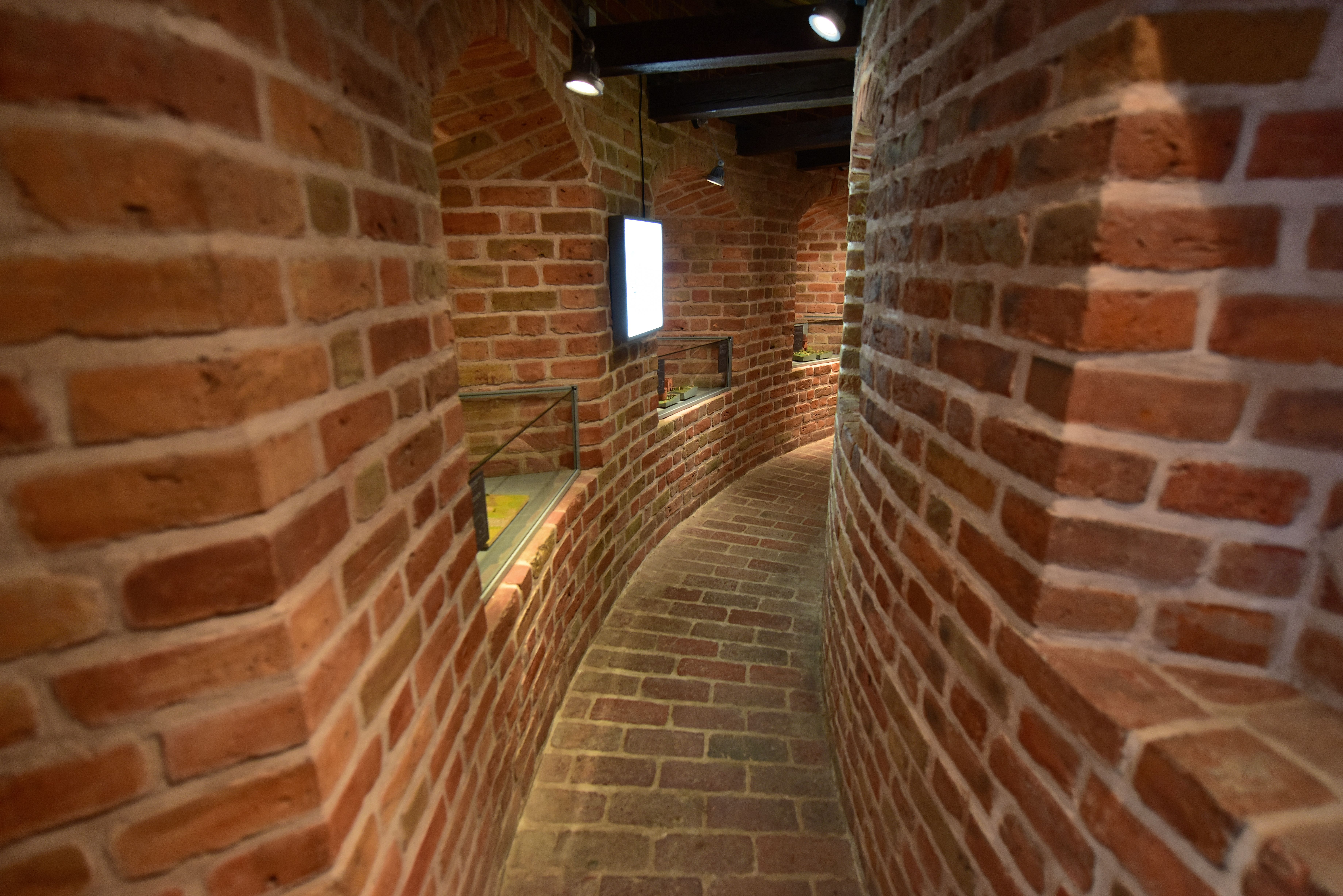
Korytarz na piętrze
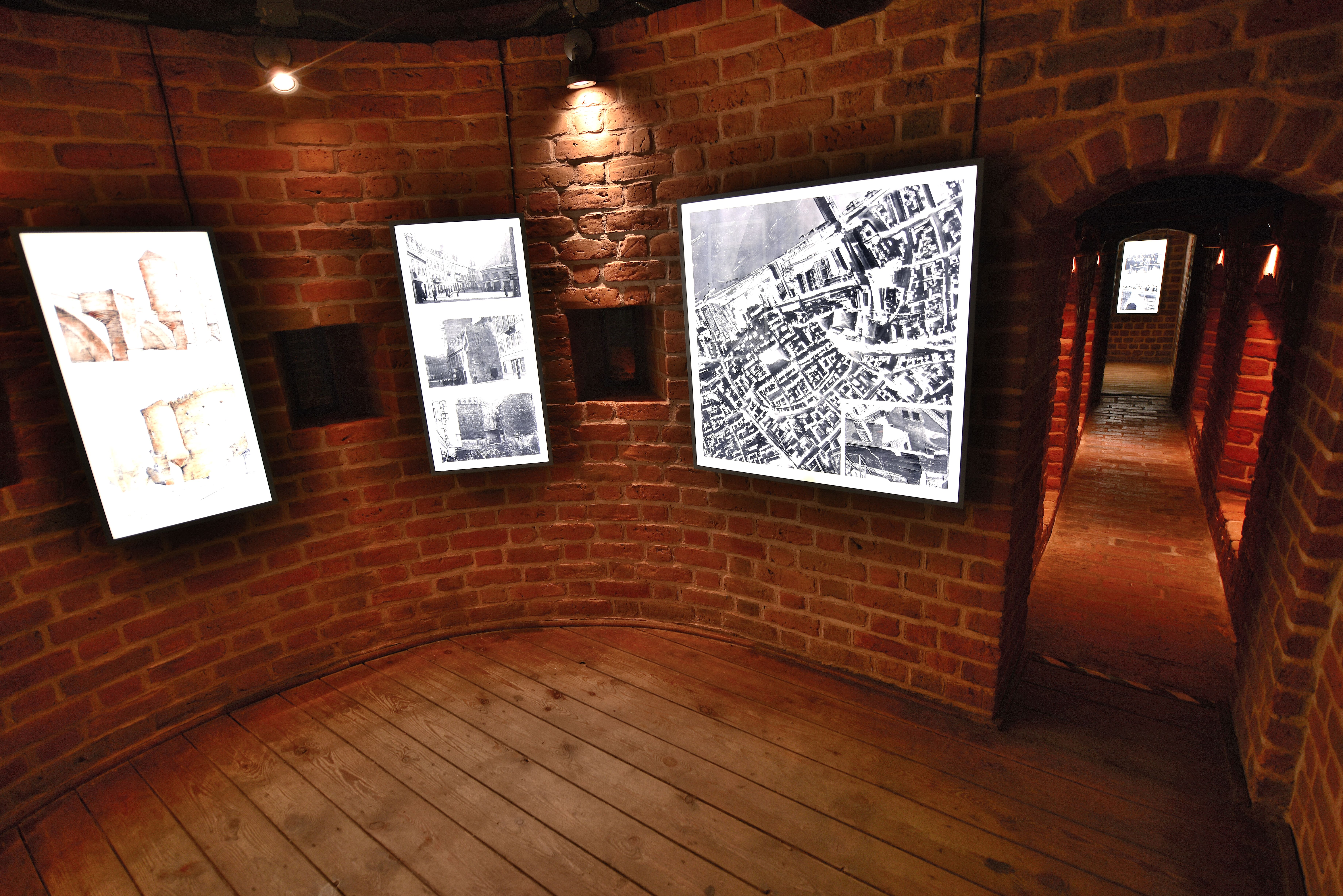
Fragment ekspozycji Muzeum Warszawy